# MAT Airways
MAT Airways was een Macedonische luchtvaartmaatschappij met haar basis op Luchthaven Skopje Alexander de Grote. 
MAT Airways vliegt met 1 Boeing 737-500 vliegtuig. De luchtvaartmaatschappij werd in maart 2009 opgericht, door de grootste Servische touroperator Kon Tiki Travel. 
De hubs zijn Luchthaven Skopje "Alexander de Grote" en Luchthaven Ohrid "Paul de Apostel".

## Geschiedenis
MAT Airways is in 2009 opgericht door de Servische touroperator Kon Tiki Travel en de Metropolitan Investment Group. 
Skywings International Airlines, Macedonië's grootste charter maatschappij had geen licentie om vluchten uit te voeren en besloot te fuseren met concurrent MAT. Daardoor beschikte de maatschappij over 2 vliegtuigen.
In mei 2011 besloot Skywings om zich weer af te scheiden van MAT, slechts een maand nadat ze gefuseerd waren. Hierdoor beschikt MAT over 1 vliegtuig en Skywings zelf ook over 1 vliegtuig.
De maatschappij heeft tussen 20 juni en 14 juli geen vluchten meer uitgevoerd, ze hebben vrijwillig hun vliegtuig aan de grond gezet. De maatschappij spreekt zelf van een "herpositionering" op de markt. Andere bronnen melden echter dat de maatschappij in financieel slecht weer zit.

## Vloot
De vloot van MAT Airways bestaat uit 1 toestel
| Vliegtuigen    | Totaal | Bestellingen | Aantal zitplaatsen (Business/Economy) | In dienst |
| -------------- | ------ | ------------ | ------------------------------------- | --------- |
| Boeing 737-500 | 1      | 0            | 12/108                                | 1         |
| Totaal         | 1      | 0            |                                       |           |